# Xian de Pingtang
Le xian de Pingtang (平塘县 ; pinyin : Píngtáng Xiàn) est un district administratif de la province du Guizhou en Chine. Il est placé sous la juridiction de la préfecture autonome buyei et miao de Qiannan.
Le télescope sphérique de cinq cents mètres d'ouverture se trouve dans un bassin naturel du Xian de Pingtang.

## Démographie
La population du district était de 279 335 habitants en 1999.

## Aménagements
Le pont de Pingtang a été ouvert à la circulation le 30 décembre 2019.